# Xestia poliades
Xestia poliades là một loài bướm đêm trong họ Noctuidae.